# Distretto di Jesús Nazareno
Il distretto di Jesús Nazareno è uno dei quindici distretti della provincia di Huamanga, in Perù. 

## Geografia umana
Si trova nella regione di Ayacucho e si estende su una superficie di 17,8 chilometri quadrati.

Istituito il 6 giugno 2000, ha per capitale la città di Las Nazarenas; nel censimento del 2005 contava 15.248 abitanti.